# Następowo
Następowo (kaszb. Wëlemòwò, niem. Wilhelmshof) – mała osada kaszubska w Polsce położona w województwie pomorskim, w powiecie słupskim, w gminie Główczyce. Wieś wchodzi w skład sołectwa Pobłocie. 
W latach 1975–1998 miejscowość administracyjnie należała do województwa słupskiego.

## Nazwa
Nazwa miejscowości jest tzw. chrztem nazewniczym i ma charakter pseudodzierżawczy. Powstała przez dodanie do nazwy osobowej *Następ formantu -owo. Pierwotna niemiecka nazwa Wilhelmshof, wzmiankowana po raz pierwszy w 1780, ma charakter dzierżawczy i jest złożeniem dwóch członów: nazwy osobowej Wilhelm i nazwy pospolitej Hof „zagroda, folwark”.
Rada Języka Kaszubskiego proponuje opartą na polskiej kaszubską formę nazwy Nastãpòwò.